# Azamara Journey
L'Azamara Journey és un vaixell de passatgers de la companyia de creuers Azamara Club Cruises (subsidiària de Royal Caribbean Cruises).
Acabat de construir l'any 2000 a Chantiers de l'Atlantique, Saint-Nazaire (Loira Atlàntic), per a Renaissance Cruises amb el nom R Six. Després de la fallida de Renaissance Cruises, aquest vaixell navegà per Pullmantur Cruises com a Blue Star des del 2003, i com a Blue Dream des del 2005. Des de 2007 navegà com Azamara Journey amb bandera de Malta (com el seu vaixell germà l'Azamara Quest, abans R Seven). Té eslora de 181 m, mànega de 25.46 m, amb 11 cobertes, i calat de 5.80 m. Nominalment accepta 694 passatgers i 390 tripulants.